# Хотминовка
Хотминовка (укр. Хотминівка) — село,
Привольский сельский совет,
Глуховский район,
Сумская область,
Украина.
Код КОАТУУ — 5921584805. Население по переписи 2001 года составляло 55 человек.

## Географическое положение
Село Хотминовка находится на берегу реки Эсмань,
выше по течению на расстоянии в 1 км расположено село Вознесенское,
ниже по течению на расстоянии в 2 км расположено село Годуновка.
На реке небольшая запруда.
Рядом проходит автомобильная дорога М-02 (E 101).

## Известные люди
- В селе родился Герой Советского Союза Пётр Кульбака.